# Эленилацетат
Эленилацетат — бесцветная или светло-желтая жидкость с характерным цветочным запахом, формула которой (СН3)2С=СН(СН2)2СН(СН3)СН(ОСОСН3)СН3.

## Свойства
Температура кипения 80°С при 3 мм рт. ст. Растворим в этаноле, не растворим в воде. Получают ацетилированием эленола уксусным ангидридом.
Для эленилацетата: температура воспламенения 85 °C, температура самовоспламенения 267 °C; температурные пределы воспламенения 72-116 °C, КПВ 0,25-2,63 % (по объему).

## Применение
Применяют при составлении парфюмерных композиций и отдушек для мыла.